# 唑尼沙胺
唑尼沙胺（英語：Zonisamide）是一种磺胺类抗惊厥药，被批准用于辅助治疗成人的癫痫发作，婴儿的韋斯特綜合症，伦诺克斯-加斯托二氏综合征、肌阵挛和全身强直－阵挛性发作。